# Luis de Góngora y Argote
Luis de Góngora y Lopes (Córdova, 11 de julho de 1561 — Córdova, 23 de maio de 1627) foi um poeta e dramaturgo castelhano, considerado um dos principais expoentes literários do barroco e do Siglo de Oro.

## Biografia
Era filho de Francisco de Argote, jurista e corregedor em Córdoba, e de sua esposa, Leonora de Argote, pertencendo assim a uma das famílias privilegiadas da cidade.
Aos 15 anos foi para Salamanca para cursar os estudos jurídicos e filosóficos na sua Universidade. Cursou a Universidade destacada, e decidindo-se enveredar pela carreira eclesiástica, tomou ordens menores em 1585. Por essa altura já era conhecido como poeta, sendo os seus dotes líricos louvados por Miguel de Cervantes na sua La Galatea.
Iniciou a sua carreira eclesiástica com um emprego na catedral de Córdova, mas a sua vida boémia e a mordacidade de algumas das suas poesias trouxeram-lhe a reprovação dos seus superiores na igreja, sendo-lhe negada a ordenação sacerdotal.
Nesta fase da sua vida viajou consideravelmente por terras de Castela, Navarra e Bahia, tendo vivido em Madrid e Valladolid, granjeando crescente fama como poeta inspirado.
Em 1605 foi-lhe finalmente concedida ordenação sacerdotal e por influência do duque de Sandoval foi nomeado em 1617 para um dos postos de capelão honorário do rei Filipe III de Espanha, fixando-se então em Madrid e passando a frequentar a corte. Diz-se que se arruinou financeiramente com o seu estilo de vida, amante de luxos e de divertimentos, e por ter procurado conseguir cargos e prebendas para quase todos os seus familiares.
Pelos pleitos, documentos e sátiras do seu grande rival, Francisco de Quevedo, sabemos que era jovial e falador, muito sociável e amante do luxo e das diversões profanas, como por exemplo os jogos de cartas e os toiros, a ponto de ter sido muito frequentemente censurado pelo pouco que dignificava os hábitos eclesiásticos. Na época foi tido por mestre da sátira, embora não tenha usado os extremos expressionistas de Quevedo nem as negríssimas tintas de Juan de Tassis y Peralta, o segundo conde de Villamediana, um dos seus melhores discípulos poéticos e de quem foi amigo.
Em 1626, uma grave doença, que lhe prejudicou gravemente a memória, levou-o a regressar a Córdova, cidade onde, sem nunca recuperar a saúde, faleceu.

## Obra
Góngora aparentemente não tinha grande apreço pela tipografia e pelas vantagens do livro impresso. Apesar de ter tido desde muito cedo admiradores da sua obra, apenas em 1623 empreendeu uma tentativa de publicação, a qual, apesar das cartas trocadas com o editor e do aparente empenho do autor, não logrou êxito. Daí que Góngora não tenha publicado em vida qualquer das suas obras, tendo a sua divulgação inicialmente seguido o padrão típico da época anterior à introdução da imprensa: elas passaram de mão em mão em cópias manuscritas que foram sendo coleccionadas e recopiadas em cancioneiros, romanceiros e antologias, alguns deles depois publicados com ou sem a permissão do autor.
Em resultado dessa divulgação não impressa, são múltiplas as cópias existentes das diversas obras, algumas com variantes eventualmente do autor. Entre as variantes conhecidas, é considerada como preservando o texto mais fidedigno a contida no chamado Manuscrito Chacón, copiado para o Conde-Duque de Olivares, já que contém anotações autógrafas de Góngora e a cronologia de cada poema.
No ano em que faleceu (1626) o impressor Juan López Vicuña publicou uma antologia intitulada Obras en verso del Homero español, a primeira edição impressa dedicada exclusivamente às obras de Góngora. Apesar de uma dedicatória ao censor geral, a edição foi mandada recolher pela Inquisição, tendo pouca divulgação. Nova edição surgiu em 1633 pela mão de Gonzalo de Hoces, conhecendo algum sucesso.
Apesar destas dificuldades iniciais, as obras de Góngora, como as de Juan de Mena e Garcilaso de la Vega, começaram a ser amplamente glosadas e comentadas por personagens como José de Pellicer, Salcedo Coronel, Salazar Mardones, Pedro de Valencia e outros.
Apesar de já nas suas obras iniciais  encontrarmos o típico conceptismo do barroco, Góngora, cujo talento era o de um esteta com forte tendência para a autocrítica (costumava dizer: el mayor fiscal de mis obras soy yo), não se conformava com os cânones existentes. Assim, decidiu tentar, segundo as suas próprias palavras, hacer algo no para muchos e intensificar ainda mais a retórica e a imitação da poesia latina clássica. Para tal, introduziu numerosos cultismos e uma sintaxe baseada no hipérbato e na simetria.
Estava igualmente muito atento à sonoridade do verso, que cuidava como um autêntico músico da palavra. De Góngora pode-se dizer que era um grande pintor dos sons da linguagem com que enchia, com a perfeição de um Epicuro, os seus versos de matizes sensoriais de cor, som e tacto.
Para além desse exacerbado culto estético, num processo a que Dámaso Alonso, um dos seus principais estudiosos, chamou elusões e alusões, convertia cada um dos seus poemas, com particular destaque para os da sua fase mais tardia, num obscuro exercício para mentes despertas e eruditas, como uma espécie de adivinha ou desafio intelectual destinado a causar prazer na sua decifração.
Estes eram os traços mais marcantes da estética barroca de Góngora, a que depois em sua honra se chamou gongorismo . Deste Gongorismo nasceu o hoje depreciativo epíteto de gongórico por vezes aplicado à linguagem prolixa e convoluta. Outra designação dada ao estilo cultivado por Góngora foi a de culteranismo, inicialmente considerada pejorativa por analogia com a palavra luteranismo, já que os adversários de Góngora, que cunharam o termo, consideravam os poetas culteranos como os hereges da poesia.
A crítica, desde Marcelino Menéndez Pelayo, tem distinguido tradicionalmente duas épocas, ou dois estilos ou maneirismos, na obra de Góngora: o príncipe da luz, que corresponderia à sua primeira etapa como poeta, quando compôs romances e poemetos unanimemente louvados desde época Neoclássica; e o príncipe das trevas, quando a partir de 1610 compõe a ode A la toma de Larache e passa a produzir poemas obscuros e ininteligíveis. Até à época romântica esta parte final da sua obra foi duramente criticada e incluso censurada.
Esta teoria do dualismo na obra de Góngora foi rebatida por Dámaso Alonso, que demonstrou que as características de complexidade e obscuridade já estavam presentes na primeira fase da obra, as quais, fruto de uma natural evolução, apenas chegaram aos ousados extremos que tanto lhe foram criticados na sua fase mais tardia. Em romances como a Fábula de Píramo y Tisbe e em alguns poemas da fase inicial já se encontram jogos de palavras, alusões, conceitos e uma sintaxe latinizante, se bem que mascaradas pela brevidade dos versos, pela sua musicalidade e ritmo, e pelo uso de formas e temas tradicionais.

### Poemas
É costume agrupar a poesia de Luís de Góngora em duas categorias: os poemas menores e os poemas maiores. Estas categorias corresponderiam aproximadamente às duas etapas poéticas sucessivas do autor, atrás apontadas.

#### Poemas menores
Na sua fase de juventude, Góngora compôs numerosos romances de inspiração literária, como o de Angélica e Medoro, sobre a sorte de cativos ou com temas relacionados com a pirataria. Outras obras deste período têm um tom mais lírico, nalguns casos de carácter autobiográfico, em que Góngora narra as suas recordações infantis. Datam também desta fase numerosas composições líricas e satíricas e alguns romances burlescos.
A grande maioria dos poemas desta fase são uma constante acumulação de jogos conceptistas, equívocos, paronomásias, hipérboles e jogos de palavras tipicamente barrocos. Entre eles inclui-se o extenso romance Fábula de Príamo y Tisbe (1618), poema de grande complexidade que foi o que mais trabalho deu ao seu autor o qual o tinha em alta estima. Nele Góngora tenta elevar a paródia a categoria tão artística como as demais. Nesta fase a maior parte dos sonetos têm como tema escarnecer as damas pedigüeñas e a atacar o desejo de riqueza e fama. Merecem também destaque nesta fase as sátiras contra escritores distintos, especialmente Francisco de Quevedo e Lope de Vega.
Para além destes poemas, ao longo da sua vida Góngora não deixou de escrever sonetos perfeitos sobre todo o tipo de temas (amorosos, satíricos, morais, filosóficos, religiosos, de circunstância, polémicos, laudatórios, funerários), que são autênticos objectos verbais autónomos pela sua qualidade estética intrínseca e nos quais o poeta cordovês explora distintas possibilidades expressivas do estilo que está forjando. Neles Góngora chega a pressagiar obras futuras, como o famoso Descaminado, enfermo, peregrino..., que anuncia as Soledades. Entre os tópicos usuais (carpe diem, etc...) destacam-se, como mais genuínos, os últimos, de tema autobiográfico, nos quais o tema da decrepitude, da velhice e do passar do tempo adquirem uma grandeza trágica.

#### Poemas maiores
Apesar da relevância literária dos poemas menores, foi com os poemas maiores que Góngora desencadeou a revolução culterana, e o tremendo escândalo subsequente, resultado imediato da grande obscuridade dos versos desta estética e da sua enorme complexidade formal e semântica.
Com a Fábula de Polifemo e Galatea (1612), e com as incompletas e incompreendidas Soledades (a primeira composta antes de Maio de 1613), Góngora quebrou decididamente com os cânones poéticos então vigentes e dá corpo à sua revolução culterana.
Na Fábula de Polifemo e Galatea Góngora narra, utilizando estrofes em oitava real, um episódio mitológico das Metamorfoses de Ovídio: os amores do ciclope Polifemo pela ninfa Galateia, que os rejeita. No final, Ácis, o enamorado de Galateia, é transformado num rio. Nesta composição, ensaia-se já o complexo e difícil estilo culterano, cheio de simetrias, transposições, metáforas de metáforas ou metáforas puras, hipérbatos, perífrases, giros latinos, cultismos, alusões e elusões de termos, procurando sugerir mais que nomear. Ao longo do poema, Góngora dilata a forma e a sintaxe de maneira que o significado se desvaneça à medida que vai sendo decifrado.

### AsSoledades
As Soledades pretendiam ser um poema composto em silvas (versos heptassílabos e endecassílabos que rimam em consoante livre, podendo deixar versos soltos sem rima), dividido em quatro partes, correspondentes cada uma à alegoria a uma idade da vida humana e a uma estação do ano. As partes chamar-se-iam Soledad de los campos, Soledad de las riberas, Soledad de las selvas e Soledad del yermo. Contudo, Góngora só compôs a dedicatória ao Duque de Béjar e as duas primeiras, deixando mesmo incompleta a segunda, da qual os últimos 43 versos foram acrescentados bastante tempo depois.
A rima utilizada, em silvas, não era nova, mas era a primeira vez que se aplicava a um poema tão extenso. A sua forma, de carácter antiestrófico, era a que dava maior liberdade ao poeta, que dessa maneira se aproximava cada vez mais do verso livre, e fazia progredir a linguagem poética até extremos que só seriam alcançados pelos poetas parnasianos e simbolistas franceses do século XIX.
O argumento da Soledad primera é pouco convencional, ainda que se inspire num episódio da Odisseia, o de Nausícaa: um náufrago jovem arriba a uma costa e é recolhido por uns cabreiros. Mas este argumento é só um pretexto para um autêntico frenesim descritivo: o valor do poema é mais lírico do que narrativo, sendo mais importantes as palavras e as imagens evocadas do que o tema subjacente.
Neste poema Góngora recria uma natureza arcádica, onde tudo é maravilhoso e o homem pode ser feliz, depurando esteticamente a sua visão, que, apesar do liricismo da linguagem, é rigorosamente materialista e epicúrea, pois tenta impressionar os sentidos do corpo e não só o espírito, para fazer desaparecer todo o que seja feio e desagradável. Dessa maneira, mediante a ilusão, uma perífrase faz desaparecer uma palavra feia e desagradável substituindo-a por conceitos com apurado sentido estético ou aparente lirismo, Góngora cria uma imagem de beleza sem mácula, mesmo quando referindo realidades que nada têm de poético.
As Soledades causaram um grande escândalo pelo seu atrevimento estético e a sua obscuridade hiperculta. Foram de imediato atacadas, entre outros, por Francisco de Quevedo, Lope de Vega e Juan de Jáuregui. Este último compôs um extenso e ponderado Antídoto contra las Soledades e um Ejemplar poético contra elas, acabando, contudo, professando a mesma ou muito semelhante doutrina.
Apesar de rejeitadas pela maioria dos literatos da época, as Soledades também atraíram grandes defensores e seguidores, como o Conde de Villamediana e Gabriel Bocángel, e contribuíram fortemente para que a lírica castelhana se enriquecesse com novos vocábulos e novos e poderosos instrumentos expressivos, deixando a sintaxe mais solta e livre que até então.
Contudo, a literatura dos séculos XVIII e XIX reagiu contra este barroquismo extremo e criticou duramente a segunda fase da lírica de Góngora, relegando os seus poemas maiores para o esquecimento. Apesar disso, por obra da Generación del 27 e, em especial, devido aos estudos de Dámaso Alonso, o poeta cordovês continua hoje a ser admirado também pelos seus complexos poemas maiores.

### Teatro
Luis de Góngora compôs também duas peças teatrais: Las finezas de Isabela e El doctor Carlino. Estas obras não tiveram grande aceitação, não sendo consideradas entre as suas melhores produções literárias.